# Valdecarros
Valdecarros – stacja końcowa metra w Madrycie, na linii 1. Znajduje się w dzielnicy Villa de Vallecas, w Madrycie i zlokalizowana jest za stacją Las Suertes. Została otwarta 16 maja 2007.